# Dark Reign: The Future of War
Dark Reign: The Future of War — компьютерная игра в жанре стратегия в реальном времени, выпущенная для Microsoft Windows, разработана Auran и издана Activision в 1997 году. Игра состоит из большой одиночной кампании, но также поддерживает многопользовательскую онлайн-игру. Полнофункциональный комплект миссии строительства был включен в игру, что позволило игрокам создавать новые карты для многопользовательской игры и даже создавать целые новые миссии и кампании.
Пакет расширения Dark Reign: Rise of the Shadowhand, который добавил новые миссии и новых юнитов в игре, был выпущен 31 марта 1998 года.
Приквел Dark Reign 2 был выпущен 30 июня 2000 года.

## История
Действие игры происходит в далеком будущем. Игрок берет на себя роль выжившего из фракции людей, известного как Тогран, народ которых был уничтожен после того, как их родина была охвачена гражданской войной между Свободной Гвардией и Империей (которые когда-то были как Sprawlers и Jovian Detention Authority (JDA) из Dark Reign 2 соответственно). В качестве одного из последних оставшихся Тогранцев, который отправился в надежде найти новое убежище, чтобы восстановить и подтвердить слова Альфеуса Тогра (известный учёный-исследователь и философ), игроку представилась возможность вернуться и предотвратить смерть основателя 'Тограна' Альфеуса Тогра, используя передовой зонд незадолго до уничтожения планеты Страта-7. Для использования устройства игрок должен сначала продемонстрировать свою ценность, достигнув победы в знаменитых сражениях между Империей и Свободной Гвардией.
В игре присутствуют тринадцать миссий, от первой стычки между Империей и Свободной Гвардией до битвы за уничтожение планеты Страта-7. Играть можно как за Империю, так и за Свободную Гвардию. В тринадцатой и финальной миссии последний оставшийся Тогранец — Игрок, отправляется обратно во время использования Хрономашины для уничтожения планеты Страта-7, и должен использовать оружие и технологии как Империи, так и Свободной Гвардии, чтобы объединить силы, для того чтобы победить воюющие стороны и не допустить полного уничтожения планеты Страта-7 и не допустить гибели народа Тогран.
В дополнении, Rise of the Shadowhand, история показывает увеличение отчаяния и деспотизма Империи, после появления Тогранцев в качестве третьей надежной фракции. После массированной атаки Империи на Свободную Гвардию в космосе, бежавший транспорт натыкается на планету, на другой стороне галактики, где тайная полиция Империи «Shadowhand», были проведены главные расследования. По случайному совпадению, «Shadowhand» одновременно сталкивается с потерей контроля его передовых частей в связи с дисфункцией их руководителей AI, Осирис.

## Геймплей

Геймплей игры Dark Reign: The Future of War

Научно-фантастический геймплей игры аналогичный игре 'Command & Conquer'. В любой миссии игрок создает здания для производства юнитов, собирает ресурсы, строит энергетические установки «Таелон», а также выставляет оборону для базы. Производство юнитов и зданий зависит от стоимости — кредитов (в произвольной валюте, используемой игрой). Дополнительные кредиты зарабатываются посредством сбора воды из источников, в то время как дополнительная мощность может быть выработана посредством сборки «Таелона» для энергетических установок. Вода и «Таелон» являются единственными ресурсами, собранными во время игры. Эти ресурсы непрерывно регенерируются и никогда не могут быть полностью исчерпаны, однако, когда происходит истощение, накопление этих ресурсов из источников занимает больше времени. В другом случае полное уничтожение источников воды может быть выполнено с помощью 'Юнита по загрязнению воды' (Water Contamination Unit). Во время коротких сценариев рекомендуется установить контроль над многими месторождениями воды, что может обеспечить хорошие заработки кредитов в финансировании нападения и защиты. Как в большинстве игр, эта стратегия распространяется на защиту и сохранение путей поставок, но для этого требуется больше времени, чтобы получить большой объём прибыли.
Обе стороны имеют совершенно уникальный набор юнитов, единиц техники и зданий, в отличие от многих современных игр. Юниты 'Свободной Гвардии' характеризуются как слабые, но более мобильные, будучи быстрее, они лучше справляются на труднопроходимой местности. Как таковые эти подразделения специализируются в «освещении» боев и засад, также полезны в преследовании противников и вражеских линий. Юниты 'Империи' преимущественно сильнее и легче сокрушают своих врагов. Хотя их юниты, как правило, медленнее по сравнению с юнитами 'Свободной Гвардии', они могут превосходить 'Свободную Гвардию' по брони и огневой мощи. Кроме того, юниты 'Империи' имеют меньшую проходимость на экстремальной местности, но позволяют им легко пересечь естественные препятствия воды с помощью технологии машин на воздушных подушках. Технологии 'Свободной Гвардии' основаны на сокрытии своих подразделений под землей за счет использования скважины под названием 'Фазирование' или 'Скважина Фазировки'. 'Скважина Фазировки' позволяет быстро спрятать юнитов под землей, что дает преимущество засады из-под земли. 'Империя' имеет направление в большей степени на быстрый наступательный стиль игры, с юнитами, сосредоточенными на превосходстве и тактической гибкости в бою. Юниты 'Свободной Гвардии' ориентированы в большей степени на роли противотанковой техники, особенно по борьбе с тяжелой броней 'Империи', в то время как юниты 'Империи' используют антипехотную технику, чтобы свести на нет преимущества пехоты 'Свободной Гвардии'.
Другой аспект игры, 'Dark Reign', позволяет игрокам украсть технологию у противников, тем самым обратить на нет конкретные преимущества некоторых юнитов и их индивидуальные возможности. Для того, чтобы это сделать, игрок использует подразделение для шпионажа, юнита под названием 'Шпион' или 'Infiltrator', который крадет планы и чертежи оружия, техники, и зданий во вражеской 'Штаб-Квартире'. После того, планы и чертежи были разведаны, 'Шпион' затем направляется обратно в свою ’Штаб-Квартиру', чтобы включить новые технологии в своё производство. 'Шпионы' могут украсть от конструкций оружия и боевой техники до зданий и оборонительных установок типа 'Нейтронный Ускоритель', но враг не дремлет и тоже может стащить чертежи у своего противника. Это преимущество в шпионаже в игре 'Dark Reign' является уникальным по сравнению с другими стратегиями в режиме реального времени, с момента приобретения врагом технологии, обычно следует захват врагом структуры производства, способного производить юнитов или здания. 'Dark Reign' предлагает дополнительную тактическую гибкость, позволяя с помощью шпионажа использовать новые технологии против врага, чтобы эффективней сражаться со всеми противниками.
В миссиях компаний игроку дается ряд задач и целей, которые должны быть выполнены, прежде чем победа может быть достигнута. Условия победы последующих исторических сценариев могут быть переиграны — например, в одной миссии игрока, играющего за Свободную Гвардию, чтобы эвакуировать или защитить конкретное подразделение или структуру, или, играющего за Империю, чтобы уничтожить единиц юнитов или предотвратить спасение.

## Особенности игры
В игре Dark Reign было опубликовано много новых концепций, которые изменили геймплей и вкус игры. Он обладал комплексом Тумана Войны, где прямая видимость влияла от местности, высоты, формы деревьев и скал. Это позволило использовать леса для засад, а также ограниченной эффективности строительства зданий в лесистых и горных районах. Как и многие игры РТС, использующие структуру потребляемой мощности: если мощности будет недостаточно, то здания будут неработоспособны. Однако Dark Reign была одной из первых игр, которая позволяла игрокам «выключить» здания или держать свои базы в режиме «онлайн», что дает большую гибкость в управлении базой. 

В игре также фигурирует очередь производства, где несколько производственных объектов одного и того же типа будут автоматически разделять производство (юнитов и машин), также можно сосредоточить внимание на конкретном объекте производства. В игре существует возможность красть чертежи вражеских юнитов, машин и зданий, что позволяет обеим сторонам нейтрализовать эффективных юнитов, украв планы на производство для собственных юнитов, ваша армия становится сильнее.

В Dark Reign есть удобная функция автоматизации. Для каждого здания можно настроить точку выхода новых или отремонтированных юнитов. Это сильно облегчает оборону базы, а также позволяет накапливать силы в заданном районе для решающего штурма.

Ещё одной полезной функцией является создание ударных тактических групп. Максимальное количество отрядов: 10. Выбор той или иной группы осуществляется простым нажатием цифровой клавиши 0—9, причем неважно, в какой части карты находится отряд.
Одним из наиболее новаторских особенностей Dark Reign была настраиваемая система маршрутов. Игрок может разместить любое количество путей, каждый с любым количеством точек, и сохранять пути под уникальным именем. Подготовка атаки с использованием указателей позволяет нанести удар по противнику одновременно в нескольких местах. Юниты могут быть привязаны к патрулированию местности, петлянию по местности, или к пересечению местности один раз, подразделения будут автоматически выполнять задания в каждой точке — например, сбор ресурсов вокруг вражеской базы, или привязать стандартный путь сбора ресурсов.

Отдельно от путевых точек юнитов можно заставить выполнять задачи, такие, как: «Найти и уничтожить», «Преследовать», или «Разведывать», это освобождает игрока от ненужной рутины и возни, и концентрирует его внимание на более значительных целях и задачах. Такая тактика может контролироваться с использованием индивидуально настраиваемых параметров искусственного интеллекта AI для каждого юнита, это: диапазон видимости, толерантность урона (как быстро юнит будет искать ремонтную станцию и бежать снова в бой), и самостоятельность (как далеко юнит будет отклоняться от базы в целях уничтожения нападавших). Они могут быть установлены индивидуально для каждого юнита, или стоять по умолчанию, избавляя от необходимости изменять каждого юнита.

## История развития
Игра Dark Reign начала жизнь как игра под названием 'Корпорация'. Разработано Auran соучредителем Грегом Лейном, 'Корпорация' и его сестра — игра под названием 'Дикий Запад' — были продемонстрированы Activision в июне 1996 года и вскоре после этого подписали соглашение. Компания Auran продолжала разработку движка Tactics Engine, в то время как Activision строила новую историю на начало 'Корпорация', и Dark Reign был создан. Многие из юнитов, юнитов с искусственным интеллектом (AI), системных карт, производственных систем и линии реального времени уже присутствовали в "Корпорации', когда она была впервые продемонстрирована компанией Activision в 1996 году.

## Создание миссий игроками
Construction Kit (Редактор карт) поставляется вместе с игрой и позволяет создавать многопользовательские и одиночные карты с полноценной кампанией. С помощью инструментов и специально созданным искусственным интеллектом (AI), поставляемых с редактором, можно легко создавать карты и сценарии к миссиям, которые будут реализованы в игре. В результате было много сообществ и несколько модификаций, в том числе сообществ, таких, как «Edge Of Darkness», которое добавила две новые расы и множество новых юнитов в игру.

## Патчи и дополнения для Dark Reign: The Future of War

### Официальные патчи от Activision
- Патч «Dark Reign v1.1» (1997)
- Патч «Dark Reign v1.2» (1998)
- Патч улучшения графики «Dark Reign Expansion Art» (1998)
- Патч «Dark Reign v1.3» (1998)
- Патч «Dark Reign v1.4» (1998)

### Неофициальные патчи
- Патч «Dark Reign Win2k / XP» (2002)
- Патч «Dark Reign v1.6» (6 декабря 2006)
- Патч «Dark Reign v1.4b» (7 апреля 2008)
- Патч «Dark Reign v1.7» (9 августа 2008)